# Weber-Versuch

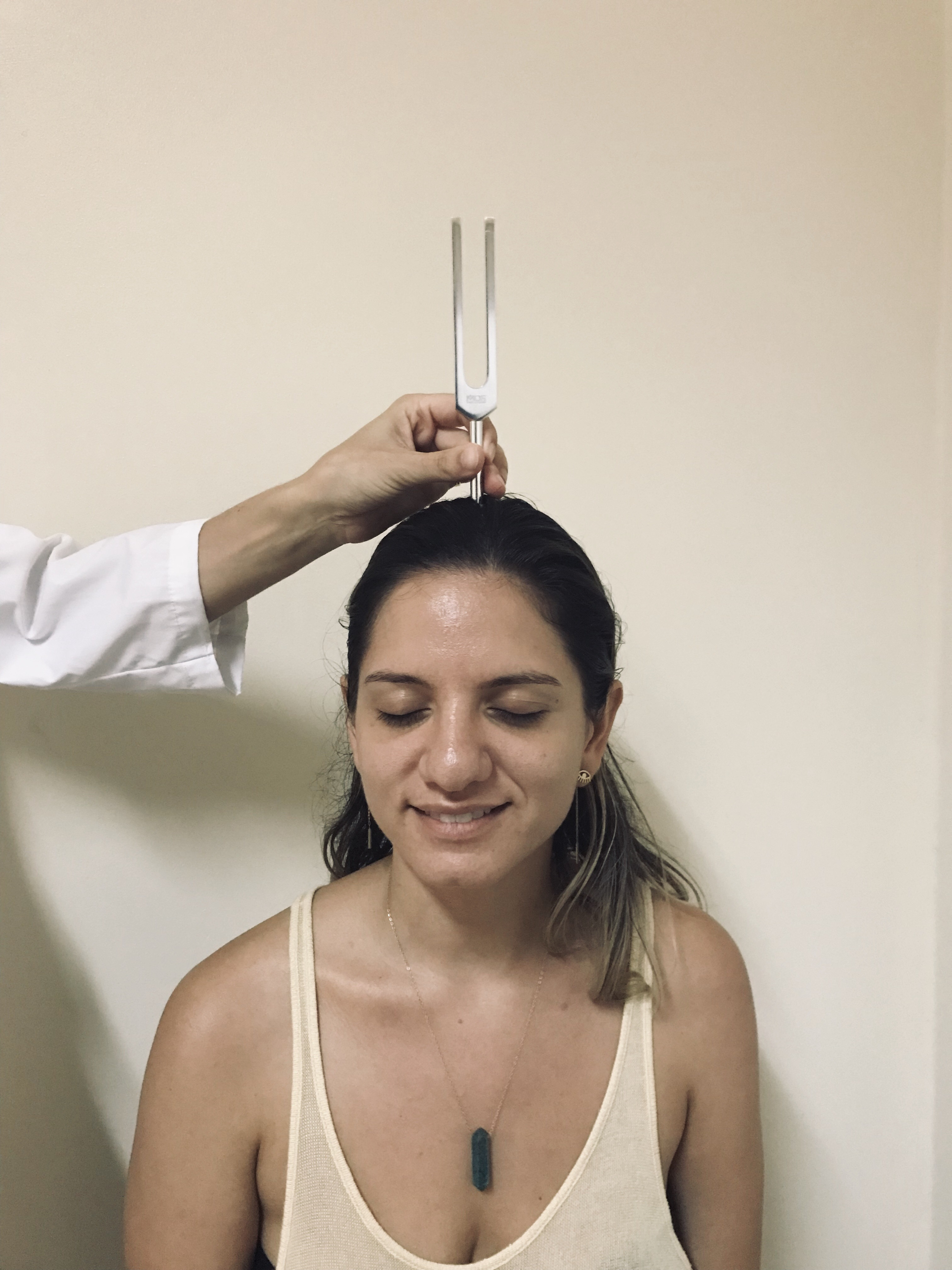
Durchführung des Weber-Versuchs

Der Weber-Versuch ist eine Untersuchung zur Feststellung einer Lateralisation des Hörempfindens unter Verwendung einer Stimmgabel. Er ist zusammen mit dem Rinne-Versuch ein Standardtest der Hals-Nasen-Ohren-Heilkunde zur Untersuchung einer Hörstörung.
Beim Weber-Versuch wird der Fuß einer schwingenden Stimmgabel dem Probanden auf den Scheitel gesetzt. Der Schall wird über Knochenleitung phasengleich in beide Innenohren übertragen. Der Normalhörende hört den Ton der Stimmgabel in beiden Ohren gleich, er hat daher den Eindruck, diesen in der Mitte des Kopfes zu hören, der Ton wird nicht lateralisiert (lat. latus = Seite). Gibt der Proband an, den Ton auf einer Seite zu hören, spricht man von einer „Lateralisierung“ (Lateralisation). Dies ist der Fall bei einer einseitigen oder asymmetrischen Hörstörung.
Bei einer einseitigen Schallempfindungsstörung wird der Ton vom besser hörenden (normaleren) Innenohr lauter wahrgenommen, der Patient lateralisiert also ins gesunde Ohr. Bei einer asymmetrischen Schallleitungsstörung wird jedoch der Ton im erkrankten Ohr lauter gehört, meist zur Überraschung des Patienten.
Nach der Mach’schen Schallabflusstheorie wird von einem intakten Mittelohr Schallenergie aus dem Innenohr über die Gehörknöchelchen auf das Trommelfell übertragen und in die Luft abgestrahlt. Dieser Teil der von der Stimmgabel über Knochenleitung direkt dem Innenohr zugeführten Schallenergie kommt also normalerweise nicht im Innenohr zur Wirkung. Ist das Mittelohr aber nicht in der Lage, den Schall korrekt zu übertragen (Mittelohrschwerhörigkeit), so bleibt diese Schallenergie im Innenohr, der Schall wird in diesem Ohr lauter wahrgenommen als im gesunden Ohr der anderen Seite. Eine alternative Erklärung ist, dass die Sensitivität des Innenohrs auf der Seite der Schallleitungsstörung kompensatorisch heraufgesetzt wird.
Der Weber-Versuch erlaubt also eine gute Diagnose bei einer einseitigen Hörstörung. Um eine rasche und verlässliche Unterscheidung zwischen Schallempfindungsstörung und Schallleitungsstörung festzustellen, also beispielsweise zwischen einem Hörsturz und einem Paukenerguss, eignet sich nach der Feststellung einer Lateralisation gut der Rinne-Versuch.

## Geschichte
Die Benennung des Tests nach Ernst Heinrich Weber (1795–1878), Professor für Anatomie und Physiologie in Leipzig, basiert auf einer Publikation Webers aus dem Jahr 1834.
Weber beschrieb jedoch in seiner Publikation eigentlich nur den Okklusionseffekt beim gesunden Ohr, der schon vor ihm von Charles Wheatstone beschrieben wurde und später beim Bing-Test Anwendung fand. Die erste Beschreibung der Lateralisation in das erkrankte Ohr bei der Schallempfindungsstörung  dürfte von Eduard Schmalz, Gehör- und Sprach-Arzt in Dresden, (1846) stammen. Der Wert des Weber-Tests wurde in der zweiten Hälfte des 19. Jahrhunderts selbst von namhaften Otologen bezweifelt (Hermann Schwartze) oder zumindest relativiert (Friedrich Bezold, Adam Politzer).
Für weitere Stimmgabelprüfungen siehe auch: Bing-Test, Gellé-Test, Rinne-Test.